# Supercoppa kosovara (pallavolo femminile)
La Supercoppa kosovara è una competizione pallavolistica per squadre di club kosovare femminili, organizzata con cadenza annuale dalla FVK.

## Edizioni
| Edizione      | Edizione          | Podio         | Podio         | Podio         |               |
| Anno          | Sede della finale | Campione      | Risultato     | Finalista     |               |
| ------------- | ----------------- | ------------- | ------------- | ------------- | ------------- |
| 2015 Dettagli | -                 | Drita         | -             | Skënderaj     |               |
| 2016          | -                 | Non disputata | Non disputata | Non disputata | Non disputata |
| 2017 Dettagli | -                 | Drita         | -             | Skënderaj     |               |
| 2018 Dettagli | -                 | Drita         | -             | Skënderaj     |               |
| 2019          | -                 | Non disputata | Non disputata | Non disputata | Non disputata |
| 2020 Dettagli | Gjilan            | Drita         | 3 - 0         | M-Technologie |               |

## Palmarès
| Squadra | Titolo | Edizione               |
| ------- | ------ | ---------------------- |
| Drita   | 4      | 2015, 2017, 2018, 2020 |